# Micrurus narduccii
Espèce
Synonymes
- Elaps narduccii Jan, 1863
- Elaps melanotus Peters, 1881

Micrurus narduccii est une espèce de serpents de la famille des Elapidae. 

## Répartition
Cette espèce se rencontre en Colombie, en Équateur, au Pérou, en Bolivie et au Brésil.

## Liste des sous-espèces
Selon The Reptile Database (13 septembre 2011) :
- Micrurus narduccii narduccii (Jan, 1863)
- Micrurus narduccii melanotus (Peters, 1881)

## Publications originales
- Jan, 1863 "1862" : Enumerazione sistematica degli Ofidi appartenenti al Gruppo Coronellidae. Archivio per la zoologia, l'anatomia e la fisiologia, vol. 2, p. 213-330 (texte intégral).
- Peters, 1881 : Mittheilung über das Vorkommen schildförmiger Verbreiterungen der Dornfortsätze bei Schlangen und über neue oder weniger bekannte Arten dieser Abtheilung der Reptilien. Sitzungsberichte der Gesellschaft naturforschender Freunde zu Berlin, vol. 1881, p. 49-52 (texte intégral).